# Doubletalk
Doubletalk ist ein US-amerikanischer Kurzfilm aus dem Jahr 1975 von Alan Beattie, der den Film auch produzierte und für den Schnitt verantwortlich war. Beattie war mit und für den Film für einen Oscar nominiert.

## Inhalt
David, ein junger Mann, der seine Freundin Karen abholen will, trifft dabei unverhofft auf deren Eltern, Mr. und Mrs. Peterson. 
Schon als er auf das Haus zugeht, geht ihm durch den Kopf, dass es schön wäre, wenn Karen allein in einem Apartment wohnen würde, damit er nicht gegebenenfalls ihren Eltern in die Arme laufe. Sich selbst beruhigend, kommt er zu dem Ergebnis, dass zumindest Väter ja tagsüber sowieso selten zu Hause seien. Nach seinem Klingeln öffnet ihm Mrs. Peterson und bittet ihn, näherzutreten. Um charmant rüberzukommen, meint er, nun wisse er woher Karen ihr gutes Aussehen habe. Mrs. Peterson bedankt sich zwar, ist aber der Meinung, dass er mit seiner Bemerkung nur etwas bezwecken wolle. Nach einigen höflichen Worten, verlässt Mrs. Peterson den Raum, um nach Karen zu sehen. Für David unverhofft steht er Mr. Peterson gegenüber, der ihm einen Whisky anbietet. David wertet das als Versuch, ihn aushorchen zu wollen, stimmt aber trotzdem zu und versucht, die Fragen, die Mr. Peterson ihm stellt, so zu beantworten, wie er glaubt, dass Mr. Peterson es gern hätte. Seine Gedanken laufen allerdings in eine andere Richtung. Mrs. Peterson gesellt sich wieder zu den Männern. Während die Konversation der drei noch in den üblichen Bahnen verläuft, die Gedanken aber von dem Gesprochenen abweichen, betritt Karen den Raum. Sie setzt sich zu ihnen und das Spiel geht weiter wie zuvor.
David ist froh, als er endlich mit Karen aufbrechen kann.

## Produktionsnotizen
Präsentiert wird der Film von der Direct Cinema Limited.

## Auszeichnung
- Oscarverleihung 1976: Oscarnominierung für Alan Beattie mit und für den Film in der Kategorie „Bester Kurzfilm“